# Lessemsaure
El Lessemsaure (Lessemsaurus, “llangardaix de Lessem”) és un gènere representat per una única espècie de dinosaure sauropodomorf melanorosàurid extint, que visqué a finals del Triàsic, fa aproximadament 215 milions d'anys, al Norià. Es trobà a la Formació Los Colorados, a la Província de La Rioja, Argentina. Fou descrit pel Dr. José Fernando Bonaparte el 1999, que anomenà l'espècie Lessemsaurus sauropoides. Conegut per una columna vertebral articulada, amb gairebé tots els arcs naturals, originalment es va considerar un melanosàurid, si bé sembla que és més un derivat d'aquests. S'estima que arribà a mesurar al voltant dels 10 metres de llargària.